# Der Flohmarkt von Madame Claire
Der Flohmarkt von Madame Claire (Originaltitel: La dernière folie de Claire Darling) ist ein Filmdrama von Julie Bertuccelli. In den Hauptrollen spielen Catherine Deneuve als Marie-Claire Darling und Chiara Mastroianni als ihre Tochter. Der Film ist eine Verfilmung des Romans Faith Bass Darling’s Last Garage Sale von Lynda Rutledge.

## Handlung
Zu Beginn des Films gibt es Einstellungen des Anwesens, als sowohl Claire als auch deren Tochter Marie noch relativ jung sind. Gezeigt wird unter anderem eine Pendeluhr, die im Verlauf der Geschichte immer wieder eine Rolle spielt.
Claire ist während der Haupthandlung eine alte Frau und teilweise dement. Sie lebt allein auf einem stattlichen Anwesen in einer kleineren Stadt in Frankreich. Ihr Haus ist vollgestellt mit Antiquitäten sowie alten Spieluhren und -figuren. Eines Nachts schreckt sie aus dem Schlaf hoch und hat eine Erscheinung, von der sie erfährt, dass sie in der folgenden Nacht sterben wird. Daraufhin veranstaltet sie einen gut besuchten Flohmarkt, auf dem sie ihre Besitztümer für wenig Geld verkauft. Martine, die Jugendfreundin ihrer Tochter, betreibt einen Antiquitätenhandel und rettet ladungsweise die wertvollen Figuren und Möbel. Sie benachrichtigt Claires Tochter Marie, die daraufhin zum ersten Mal seit vielen Jahren ihre Mutter wiedertrifft. Marie hatte sich in jungen Jahren von Claire losgesagt.
In eingestreuten Rückblenden wird deutlich, dass Claire verheiratet war und Mutter von zwei Kindern, Martin und Marie, war.  Der Sohn kam bei einem Sprengstoffunfall im Steinbruch der Familie ums Leben. Claires Mann starb nach einem gewalttätigen Ehestreit, bei dem es um den Tod des Sohnes ging. Claire holte damals keine Hilfe für ihren sterbenden Mann und warf sich das anschließend vor.
Dann beendet Claire abrupt den Verkauf. Sie bricht auf der Straße zusammen und wird durch den von der Tochter alarmierten Krankenwagen ins Krankenhaus gebracht. Marie besucht ihre Mutter; sie hat inzwischen den Ring von Claires Großmutter wiedergefunden, weshalb sich die beiden vor langer Zeit gestritten hatten. Claire und ihre Tochter versöhnen sich. Jedoch bleibt Claire nicht lange in Behandlung, sondern verlässt das Krankenhaus eigenmächtig. Abends fährt sie selbstvergessen auf dem Jahrmarkt Autoscooter. Anschließend findet sie nach Hause zurück.
Dort setzt sie Teewasser auf, zündet aber die Flammen unter dem Kessel nicht richtig: Gas strömt aus. Kurze Zeit später wird Claire ohnmächtig. Draußen beginnt gerade ein Feuerwerk; ein glühendes Teilchen fällt in den Schornstein des Hauses und entzündet das Luft-Gas-Gemisch, woraufhin das Gebäude explodiert.

## Veröffentlichung
Der von Les Films du Poisson produzierte Film wurde 2018 auf mehreren Filmfestivals aufgeführt. Die Kinopremiere in Frankreich war am 6. Februar 2019. In die deutschen Kinos kam Der Flohmarkt von Madame Claire am 2. Mai 2019.

## Kritik
filmdienst.de schreibt: „In der prominent besetzten Romanadaption mischen sich recht virtuos Realität, Erinnerungen und Tagträume, doch der exquisit ausgestattete Film vermag den Hauptfiguren kein wirkliches Leben einzuhauchen.“ Cinema findet, dass Julie Bertuccelli „[m]it bestechender Souveränität […] die verschiedenen Zeitebenen ineinanderfließen“ lasse, und dass der Film „durch erzählerische Eleganz“ beeindrucke. „Die Geschichte selbst“ vermöge dagegen „nur bedingt zu fesseln.“
„Die Verlegung der Handlung von Waco, Texas nach Verderonne in Nordfrankreich gelingt makellos. Das liegt in erster Linie an Catherine Deneuve, die sich auf absolut vertrautem Terrain wiederfindet und entsprechend glänzt. ‚Der Flohmarkt von Madame Claire’ hat mit seinem Nebeneinander von Realität und Fantasie genau jenen Zug ins Surreale, mit dem Deneuve seit Jahrzehnten reüssiert. Die Erfahrungen einer großen Schauspielerin aus ihren besten Werken werden zum Nährstoff eines überaus intensiven neuen Films.“